# Рижковка
Ри́жковка (рос. Рыжковка) — село у складі Переволоцького району Оренбурзької області, Росія.

## Населення
Населення — 74 особи (2010; 78 у 2002).
Національний склад (станом на 2002 рік):
- росіяни — 72 %